# Stazione di Perarolo di Cadore
La stazione di Perarolo di Cadore è una stazione della linea Calalzo-Padova, posta al chilometro 118+492. Il gestore è la società RFI di Ferrovie dello Stato che la classifica come bronze.
La stazione di Perarolo di Cadore è utilizzata dagli abitanti di Perarolo, ma soprattutto da lavoratori e studenti per raggiungere Belluno o altri paesi della provincia.

## Storia
La stazione, in origine denominata semplicemente «Perarolo», venne attivata il 5 giugno 1913, all'apertura della tratta da Longarone a Perarolo della linea Calalzo-Padova.

## Strutture e impianti
La stazione attualmente è dotata di 2 binari. Il binario 1, utilizzato per eventuali incroci con altri treni, è l'unico della linea da Ponte nelle Alpi a Calalzo dotato di deviatoi percorribili a 60 km/h in deviata (nelle altre stazioni sono a 30 km/h). Il binario 3 è stato eliminato. Anticamente questo impianto era dotato anche di una rimessa locomotive a servizio delle macchine che qui stazionavano per effettuare i servizi di spinta in coda tra questa località e la stazione di Calalzo a causa delle dure livellette che si incontrano proprio a partire da questo impianto. Con la soppressione di questo servizio la rimessa venne trasformata in fabbricato alloggi. Durante la prima guerra mondiale nei pressi della stazione era collocato l'impianto "basso" di una teleferica che la collegava alla ferrovia di guerra Peaio-Zuel.
Poco distante, nella vecchia tratto di linea che costeggiava il Monte Zucco (successivamente chiusa poiché costruita sopra una paleofrana, nella località Busa del Cristo, e soggetta a continui cedimenti), vi era la fermata di Sant'Andrea, aperta nel 1914, che serviva l'omonima località. La fermata è stata chiusa commercialmente nel 1928 e dopo l'apertura della nuova variante (che vede una galleria di 2739m), la fermata è stata definitivamente soppressa nel 2003.
La circolazione è gestita da un impianto ACEI, in telecomando dal DCO di Venezia Mestre postazione "Cadore".

## Movimento
La stazione è servita da treni regionali svolti da Trenitalia nell'ambito del contratto di servizio stipulato con le regioni interessate.

## Cinema
Nel 1964, nella tratta tra Castellavazzo e Sottocastello, sono state riprese delle scene per il film Il Colonnello Von Ryan di Mark Robson, interpretato da Frank Sinatra e da Raffaella Carrà. La stazione di Perarolo fu scelta per la sua posizione data la presenza preponderante della natura, delle gallerie scavate nella roccia e dei torrenti di montagna, che han permesso di realizzare scene meravigliose poi comparse nel film, come la celebre scena dell'entrata del treno nella galleria del Cìdolo. Una  curiosità: durante le riprese, le comparse di Perarolo sono state licenziate da Sinatra in persona. Furono chiamate delle nuove comparse della vicina Pieve di Cadore, suscitando parecchio malumore.
Nel 1981, nella tratta tra Perarolo e Calalzo sono state girate alcune scene dello sceneggiato Rai Maria Zef, regia di Vittorio Cottafavi.
Nel 1993, nella stazione sono state girate alcune scene del film Il segreto del bosco vecchio di Ermanno Olmi e interpretato da Paolo Villaggio. Per l'occasione, le FS hanno ristrutturato e recuperato il fabbricato viaggiatori con tinte bianco e giallo/oro, ancora visibili e perfettamente conservate.
Nel 1997, la stazione ha ospitato le riprese del film I piccoli maestri diretto da Daniele Lucchetti, tratto dall'omonimo libro scritto da Luigi Meneghello.